# Romny
Romny (ukrainska: Ромни lyssna (fil), ryska: Ромны) är en stad i Sumy oblast i norra Ukraina. Staden är belägen vid floderna Romen och Sulas sammanflöde. Romny beräknades ha 37 765 invånare i januari 2022.

## Historia
Staden som ligger i det östslaviska Severien nämns första gången år 1096 som en gränsfästning i Kievrus. År 1239 intogs staden av mongolerna och förstördes. År 1362 kom staden att lyda under Storfurstendömet Litauen och följde med Litauen år 1569 i unionen med Polen. Efter zaporogkosackernas uppror övergick staden till Tsarryssland. Under stora nordiska kriget tågade Karl XII med den svenska armén den 2 november 1708 över floden Desna in i Ukraina med sikte på staden Baturyn. Ryssarna hade dock ödelagt staden och i stället marscherade svenskarna till Romny. De uppehöll sig där ett par veckor men förlade sedan sitt läger till trakten kring staden Hadjatj. År 1783 fick Romny rättigheter enligt Magdeburgrätten och år 1802 blev den huvudort för guvernementet Poltava. Invånarna deltog 1812 aktivt i försvaret mot Napoleons ryska fälttåg. Under 1800-talet var Romny en välmående handelsstad.
Staden hade 1897 en befolkning på drygt 22 000 invånare, varav 60 procent var ukrainare och 28 procent judar.
I januari 1918 etablerades sovjetstyret i Romny och oroligheterna upphörde i januari 1919. Under Ukrainas stora svältkatastrof 1932-1933, Holodomor, avled åtminstone 2 274 invånare. Under andra världskriget den 10 september 1941 ockuperade tyska trupper staden. Den 10 november avrättade SS-enheter mer än 1 200 judar. Följande år inrättade tyskarna ett koncentrationsläger för ryska krigsfångar i staden. Den 16 september 1943 befriade Röda armén Romny. År 1989 bestod stadens befolkning av 57 000 personer. Stadens näringsliv dominerades då av maskin-, byggmaterial- och livsmedelsindustri. Vid Rysslands invasion av Ukraina 2022 utspelades militära konflikter i närheten av Romny. Ett drönaranfall mot en skola i staden ägde rum den 23 augusti 2023.

## Kända personer från Romny
- Pinhas Rutenberg (1879-1942), rysk-judisk ingenjör
- Grigorij Sokolnikov 	(1888-1939), sovjetisk finansminister
- Larisa Netšeporuk (född 1970), sjukampare

## Bildgalleri

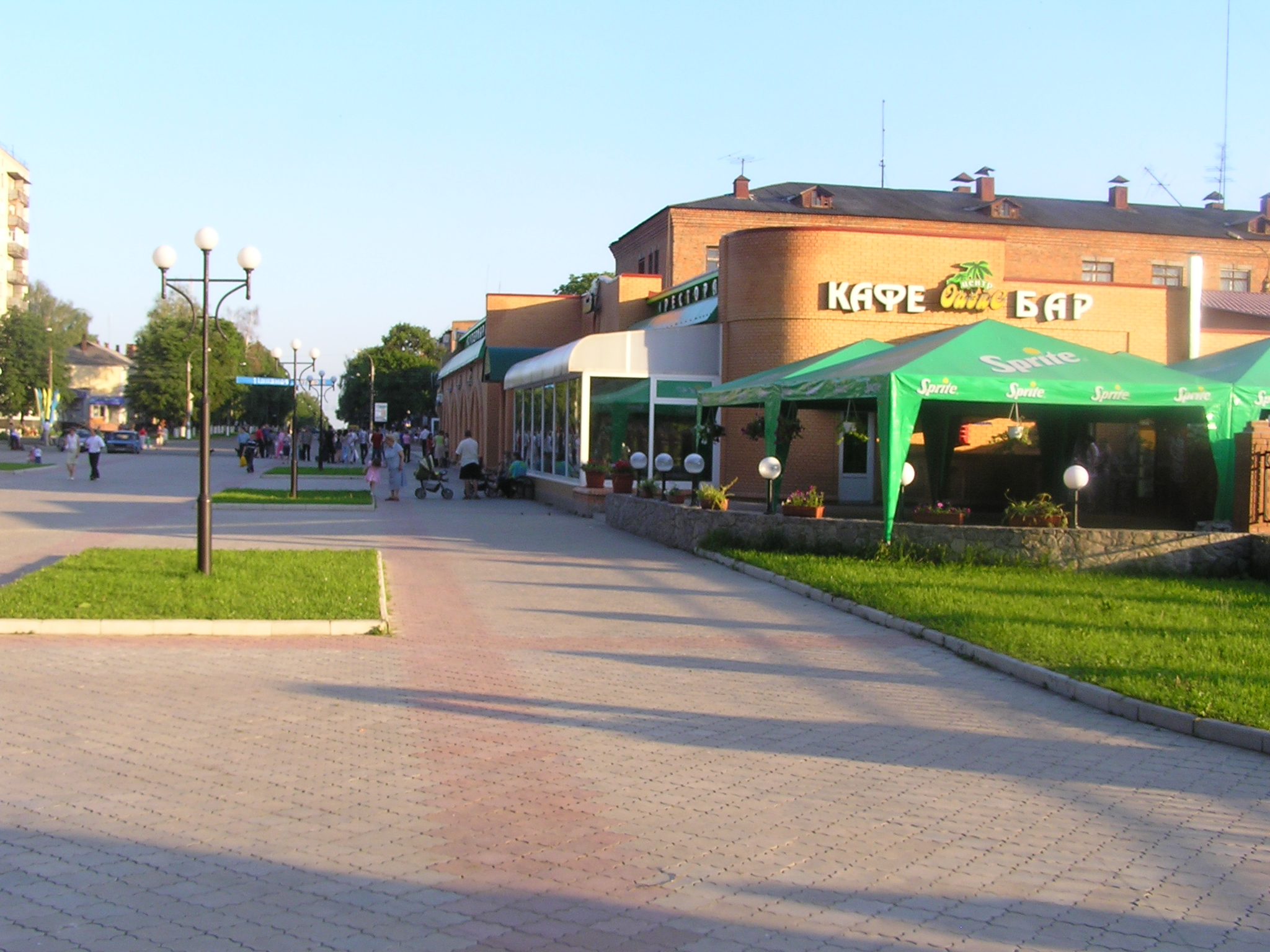
Centrala Romny
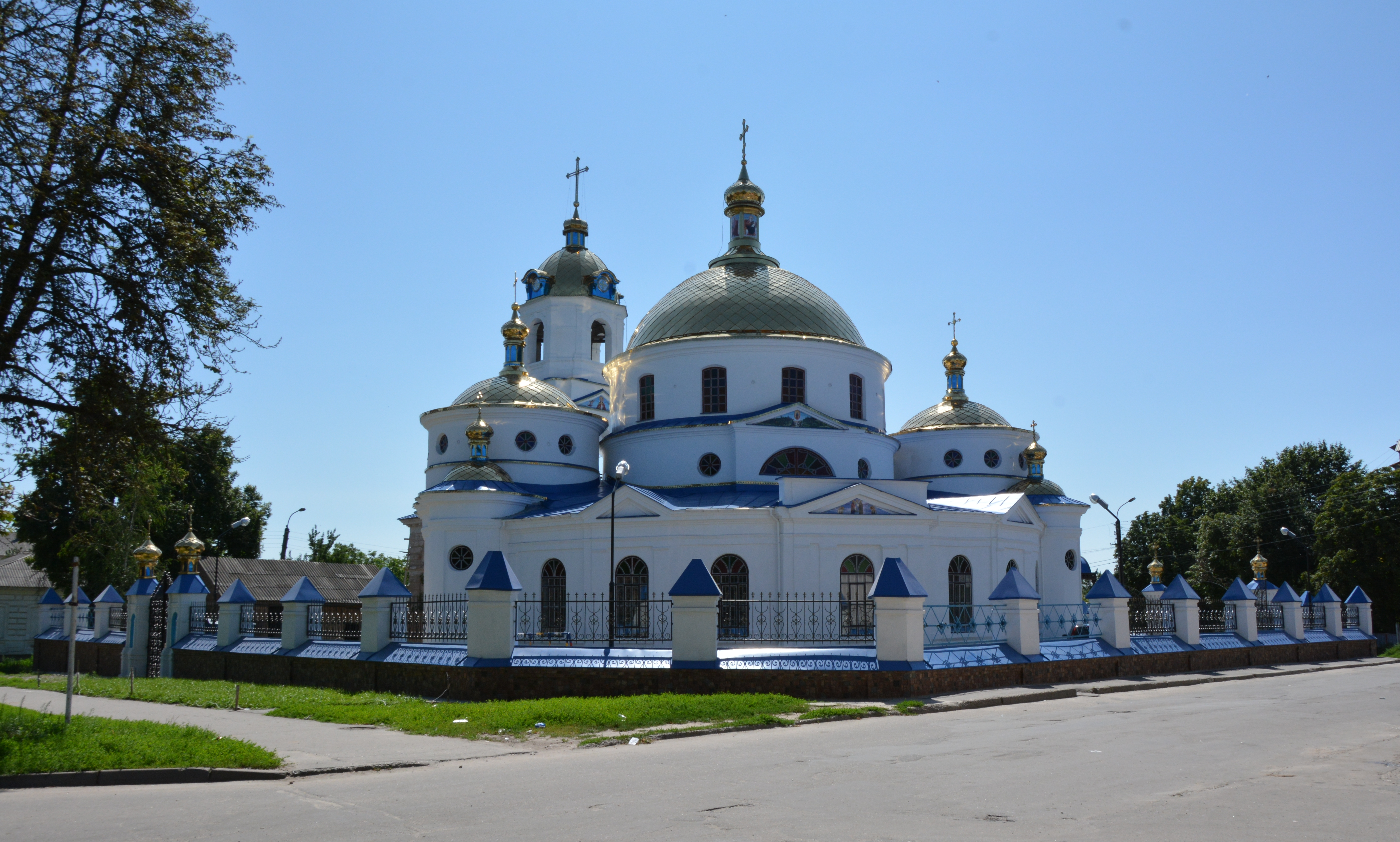
Himmelsfärdskyrkan (1795-1801)
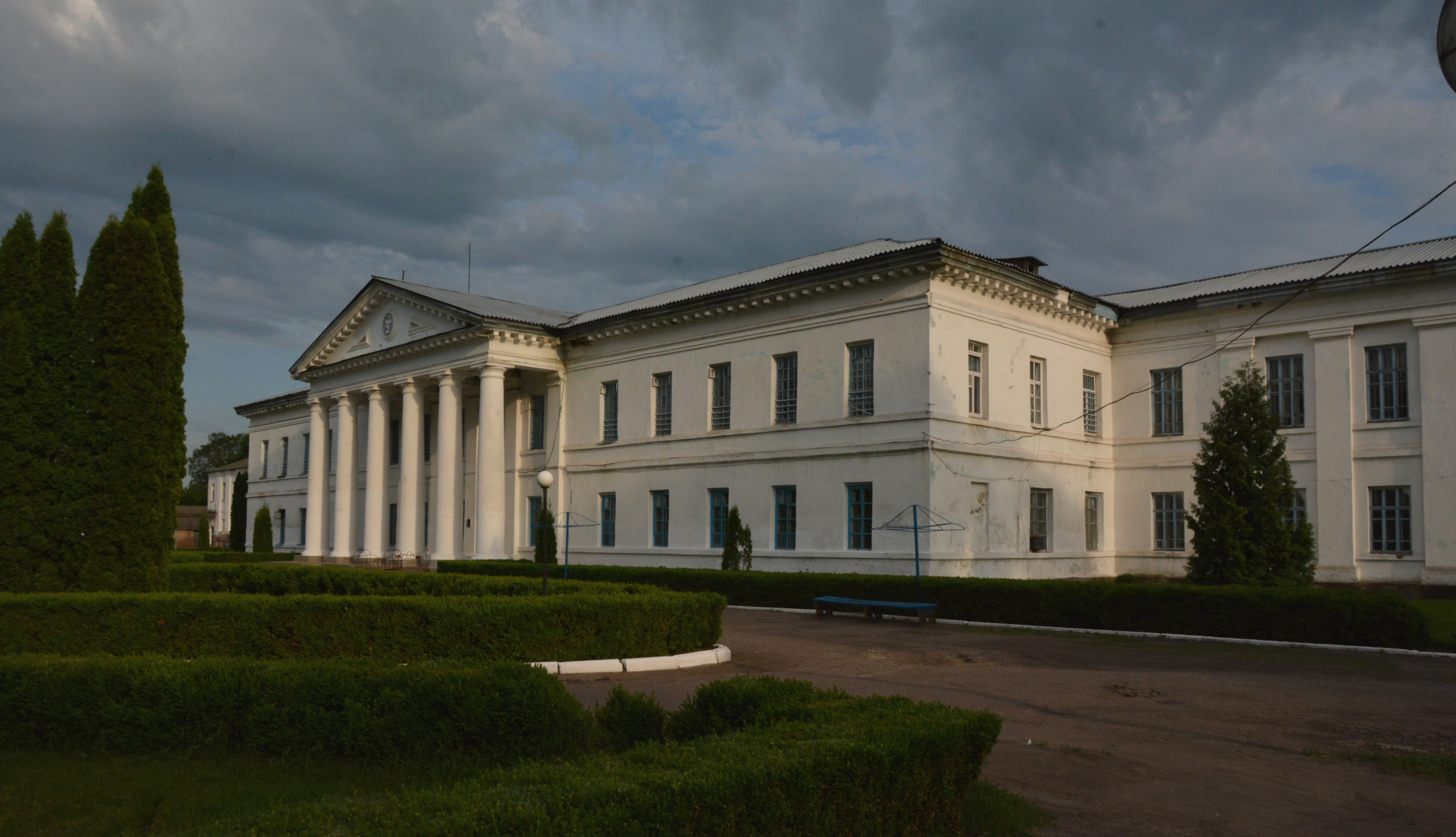
Sjukhus
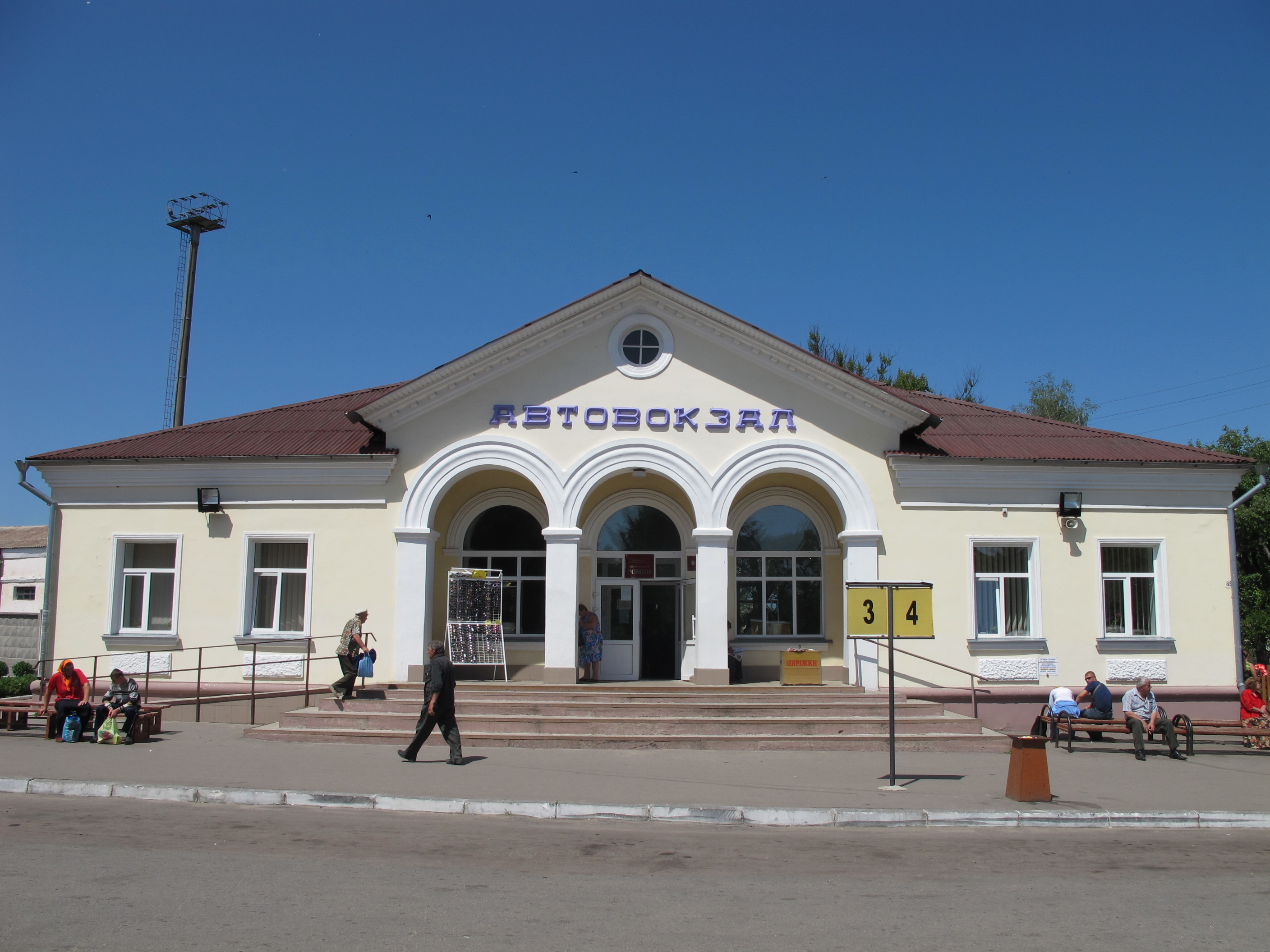
Busstationen
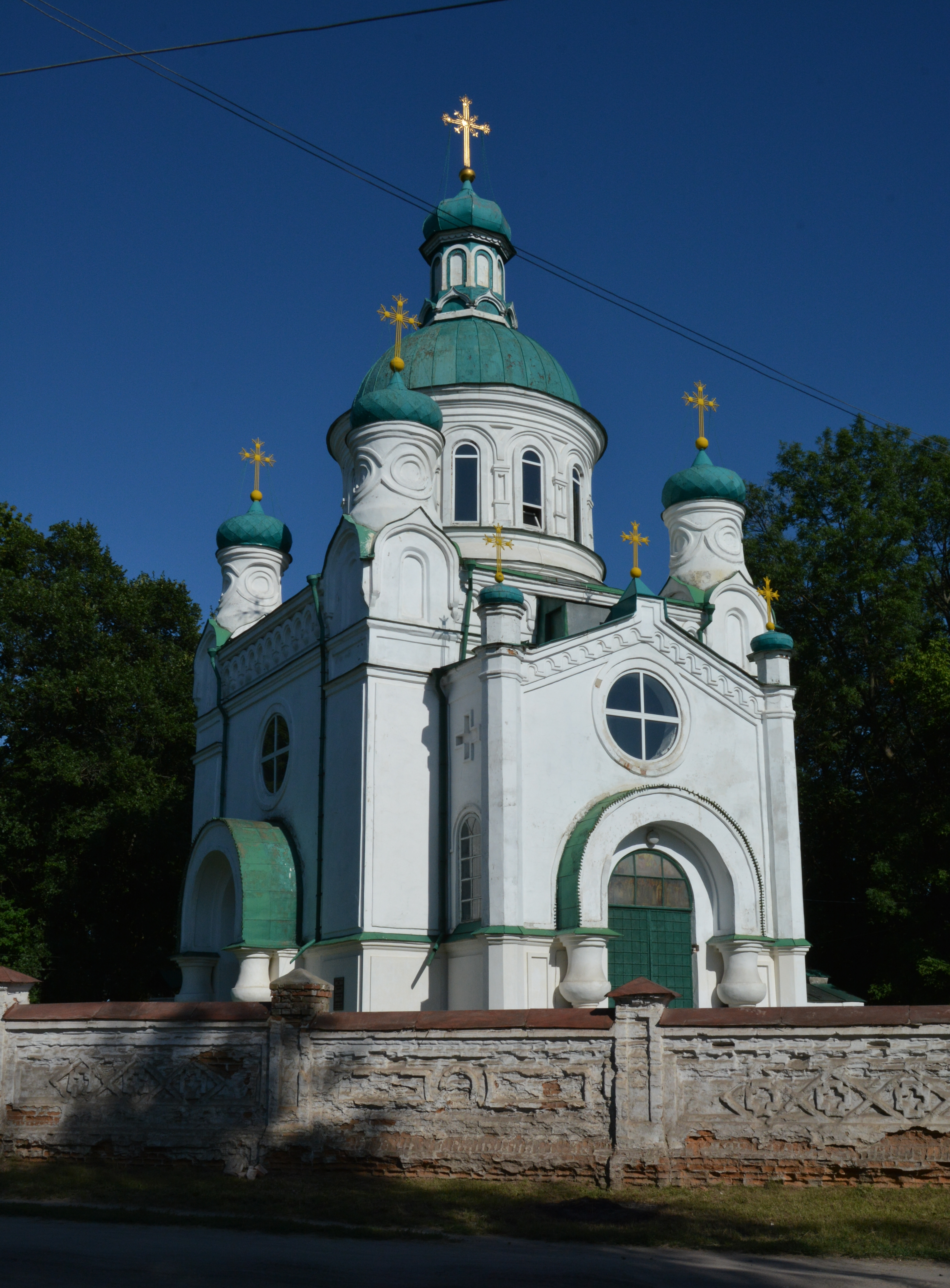
Helgeandskatedralen (1735)
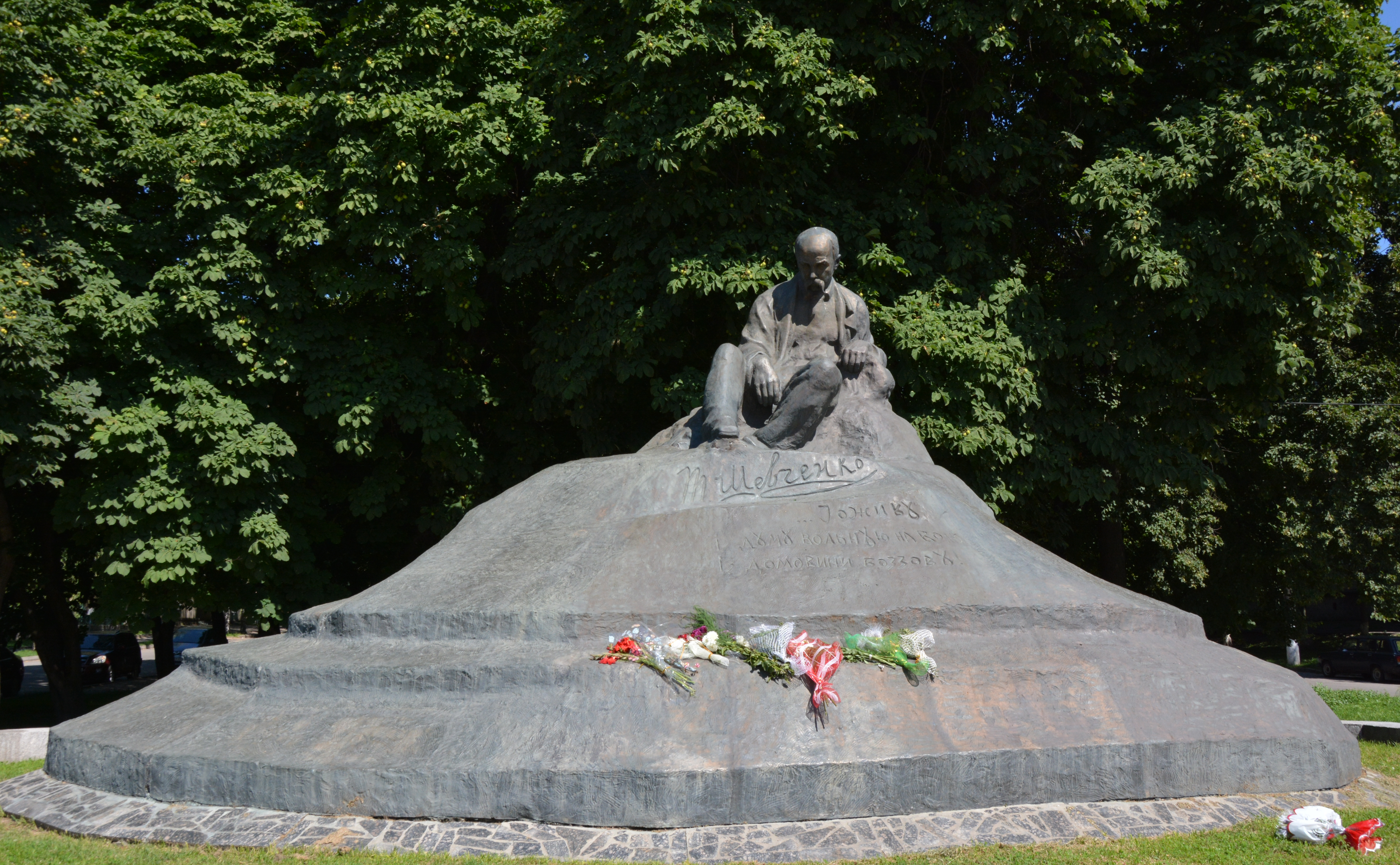
Taras Sjevtjenko-monumentet över den ukrainska nationalskalden (1982)